# Å, Orklands kommun
Å är en tidigare tätort i Orklands kommun i Trøndelag fylke i mellersta Norge. Orten hade 321 invånare 1996. Det var den sydligaste av fyra tätorter i dåvarande Meldals kommun, de andra tre (som fortfarande räknas som tätorter) är Meldal, Løkken Verk och Storås. Å ligger vid älven Orkla, två kilometer från kommungränsen till Rennebu kommun.